# دانشگاه علمی کاربردی پالاس

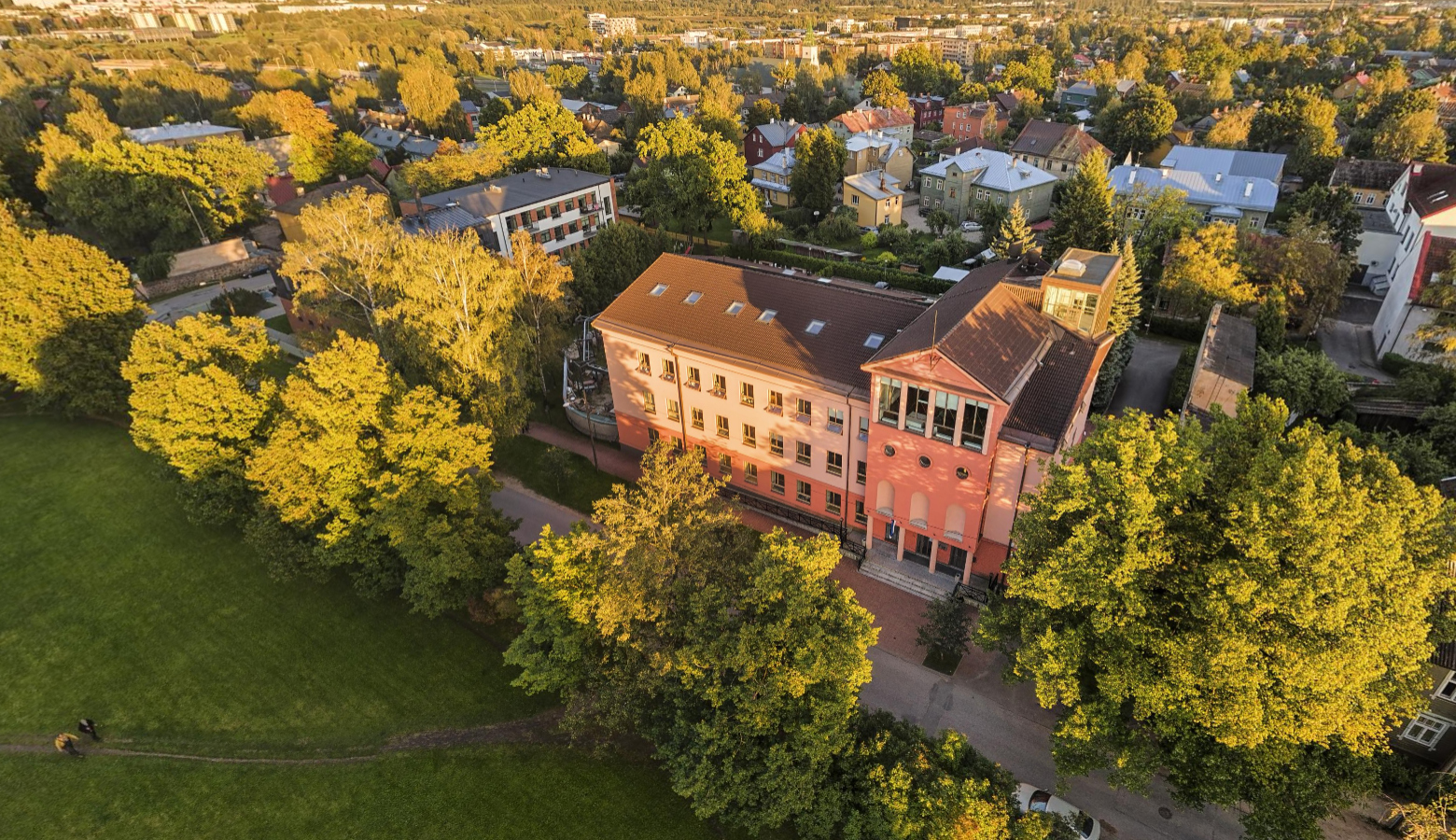
دانشگاه علمی کاربردی پالاس

دانشگاه علمی کاربردی پالاس (به انگلیسی: Pallas University of Applied Sciences) که سابقاً با نام کالج هنر تارتو شناخته می‌شد یک دانشگاه در شهر تارتو، استونی است.
این دانشگاه که در محله کارلووا قرار دارد در سال ۲۰۰۰ تأسیس شده و شامل دپارتمان‌های عکاسی، نقاشی، رسانه و طراحی تبلیغات، مبلمان، طراحی چرم، مجسمه‌سازی و نساجی است.